# Ardòis
Ardoix és un municipi francès situat al departament de l'Ardecha i a la regió d'Alvèrnia-Roine-Alps. L'any 2007 tenia 985 habitants.

## Demografia

### Població
El 2007 la població de fet d'Ardoix era de 985 persones. Hi havia 362 famílies de les quals 75 eren unipersonals (46 homes vivint sols i 29 dones vivint soles), 108 parelles sense fills, 162 parelles amb fills i 17 famílies monoparentals amb fills.
La població ha evolucionat segons el següent gràfic:
Habitants censats

### Habitatges
El 2007 hi havia 455 habitatges, 364 eren l'habitatge principal de la família, 51 eren segones residències i 40 estaven desocupats. 417 eren cases i 34 eren apartaments. Dels 364 habitatges principals, 282 estaven ocupats pels seus propietaris, 77 estaven llogats i ocupats pels llogaters i 5 estaven cedits a títol gratuït; 3 tenien una cambra, 12 en tenien dues, 49 en tenien tres, 113 en tenien quatre i 186 en tenien cinc o més. 298 habitatges disposaven pel capbaix d'una plaça de pàrquing. A 134 habitatges hi havia un automòbil i a 208 n'hi havia dos o més.

### Piràmide de població
La piràmide de població per edats i sexe el 2009 era:
| Homes | Edats   | Dones |
| ----- | ------- | ----- |
| 0     | 95 o +  | 0     |
| 0     | 90 a 94 | 8     |
| 0     | 85 a 89 | 8     |
| 8     | 80 a 84 | 0     |
| 20    | 75 a 79 | 16    |
| 16    | 70 a 74 | 16    |
| 8     | 65 a 69 | 20    |
| 24    | 60 a 64 | 12    |
| 12    | 55 a 59 | 28    |
| 32    | 50 a 54 | 20    |
| 12    | 45 a 49 | 12    |
| 28    | 40 a 44 | 12    |
| 36    | 35 a 39 | 28    |
| 48    | 30 a 34 | 36    |
| 28    | 25 a 29 | 40    |
| 12    | 20 a 24 | 12    |
| 16    | 15 a 19 | 12    |
| 28    | 10 a 14 | 24    |
| 40    | 5 a 9   | 20    |
| 28    | 0 a 4   | 36    |

## Economia
El 2007 la població en edat de treballar era de 626 persones, 466 eren actives i 160 eren inactives. De les 466 persones actives 429 estaven ocupades (245 homes i 184 dones) i 37 estaven aturades (17 homes i 20 dones). De les 160 persones inactives 53 estaven jubilades, 60 estaven estudiant i 47 estaven classificades com a «altres inactius».

### Ingressos
El 2009 a Ardoix hi havia 373 unitats fiscals que integraven 1.029,5 persones, la mediana anual d'ingressos fiscals per persona era de 17.019 €.

### Activitats econòmiques
Dels 27 establiments que hi havia el 2007, 2 eren d'empreses extractives, 1 d'una empresa de fabricació de material elèctric, 9 d'empreses de fabricació d'altres productes industrials, 2 d'empreses de construcció, 3 d'empreses de comerç i reparació d'automòbils, 5 d'empreses d'hostatgeria i restauració, 1 d'una empresa financera, 2 d'empreses de serveis i 2 d'empreses classificades com a «altres activitats de serveis».
Dels 3 establiments de servei als particulars que hi havia el 2009, 2 eren electricistes i 1 restaurant.
L'any 2000 a Ardoix hi havia 40 explotacions agrícoles que ocupaven un total de 494 hectàrees.

## Equipaments sanitaris i escolars
El 2009 hi havia 2 escoles elementals.

## Poblacions més properes
El següent diagrama mostra les poblacions més properes.